# John F. Tierney

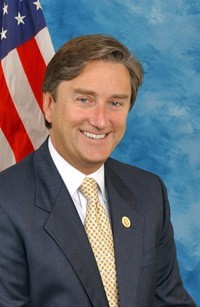
John F. Tierney

John F. Tierney, född 18 september 1951 i Salem, Massachusetts, är en amerikansk demokratisk politiker. Han representerar delstaten Massachusetts sjätte distrikt i USA:s representanthus sedan 1997.
Tierney gick i skola i Salem High School i Salem. Han avlade 1973 grundexamen vid Salem State College och 1976 juristexamen vid Suffolk University. Han var 1995 ordförande för staden Salems handelskammare.
Tierney besegrade sittande kongressledamoten Peter G. Torkildsen i kongressvalet 1996. Han omvaldes åtta gånger. Han besegrades i demokraternas primärval inför mellanårsvalet i USA 2014 av Seth Moulton.
Tierney är katolik. Han är gift med Patrice Tierney.